# Nils Aas
Nils Aas, född 21 april 1933 på Inderøy, Nord-Trøndelag, död 9 februari 2004 i Oslo, var en norsk skulptör, en av de främsta i sin generation. 
Till Nils Aas mest kända verk hör Håkon VII-statyn vid 7 juni-platsen i Oslo. Aas uppmärksammandes första gången 1964 för sina två bidrag vid den årliga Høstutstillingen. Det ena bidraget var en bronsbyst över författaren Johan Falkberget, den andra skulpturen Torso. Nils Aas har svarat för gravyren av flera norska mynt, bland andra det tiokronorsmynt som är i omlopp.
Nils Aas var gift två gånger. Det första äktenskapet var 1959-1978 med Tonje Strøm Aas, med vilken han fick två söner. År 1996 gifte sig Aas med Christine Reintz.

## Biografi
Nils Aas växte upp på Inderøy i Nord-Trøndelag. Modern hade flyttat från Telemark fylke för att arbeta som piga hos prästen på ön. Fadern var född på orten och övertog av sin far en snickarverkstad. Nils Aas hade fyra syskon, två äldre systrar samt en lillasyster och en yngre bror. 
Nils Aas äldsta bevarade arbete är en träskulptur föreställande biskopen Arne Fjellbu. Åren 1954-1958 studerade Aas på reklamlinjen vid Statens håndverks- og kunstindustriskole. Han var elev hos skulptören Nils Flakstad och 1959 blev han antagen vid den norska konstakademins skulptörlinje. Där studerade han för Per Palle Storm.
Åren 1962–1964 var Aas assistent åt skulptören Arnold Haukeland. Samarbetet fortsatte i mindre skala 1964-1966. Aas hjälpte Haukeland särskilt i arbetet med två skulpturgrupper: fontänen Elementen som står vid kommunalhuset i Bærum och gruppen Dynamik som återfinns vid Sjølyst, strax väster om Oslo. Aas ena bidrag till Høstutstillingen 1964, Torso, tillkom i Haukelands ateljé. År 1967 flyttade Aas med sin familj till konstnärskolonin Ekely. Samtidigt inrättade han i Oslo rådhus en studio där han var verksam med Håkon VII-statyn fram till 1972.

## Konstnärskap

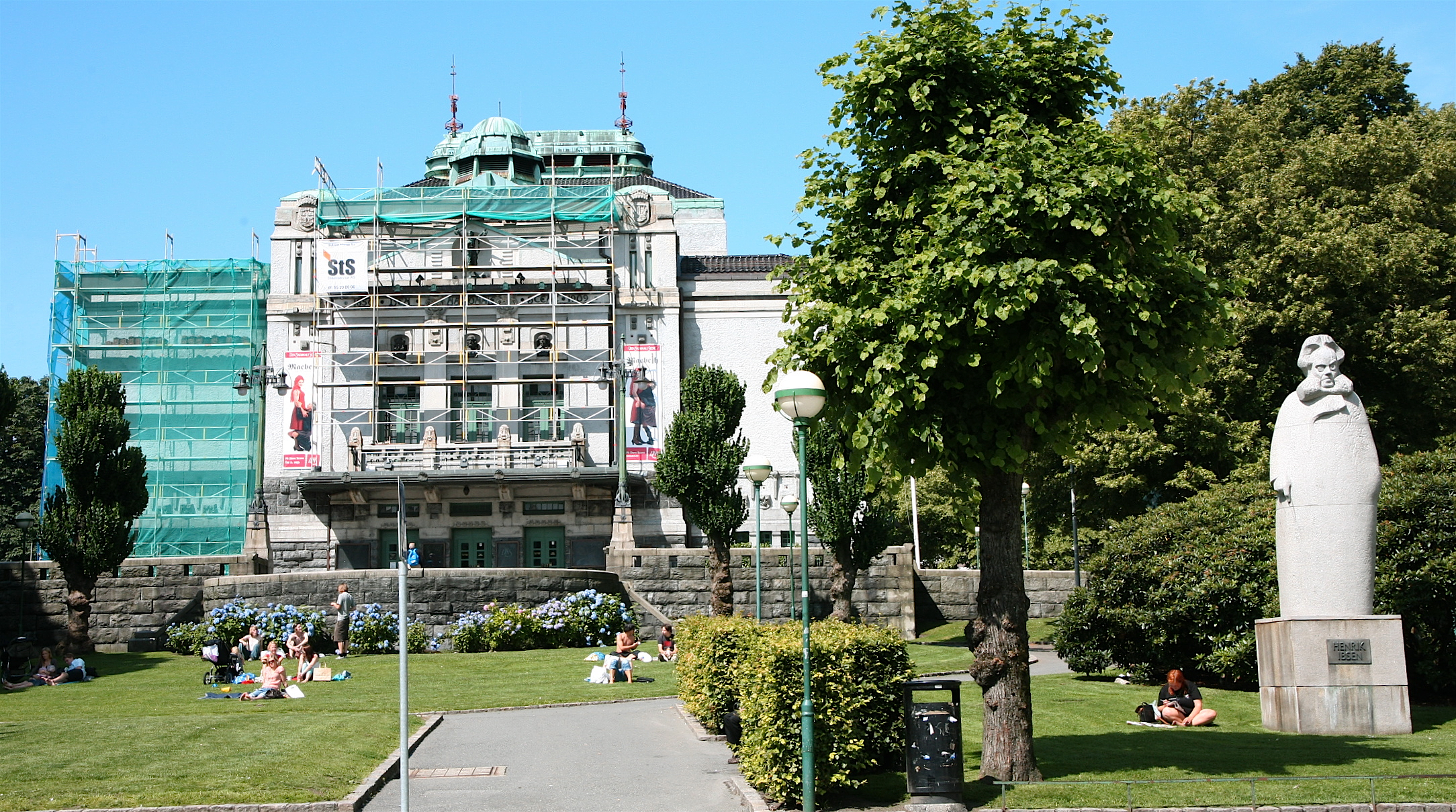
Den Nationale scene i Bergen med Henrik Ibsenstatyn till höger

Två av Nils Aas främsta arbeten är bronsstatyn av kung Haakon och granitskulpturen av Henrik Ibsen. Aas är också berömd för den 16 x 6 meter stora och 10 ton tunga träutsmyckningen Nordiskt ljus i Europarådets ministerrådssal i Strasbourg. Han har också utfört arbeten i papper samt i ståltråd; i det sistnämnda materialet tillverkade Aas bland annat en ryttarstaty. Nils Aas var en skulptör med egen stil. I Norsk kunstnerleksikon karaktäriseras hans eget ideal som vitalistiskt. Möjligen tog Aas intryck av bland andra Henry Moore och Alberto Giacometti.
Nils Aas skulptur av Håkon VII på 7. juni-plassen i Oslo avtäcktes 1972, på dagen hundra år efter kungens födelse. Statyn framställer en mager och pliktuppfyllande monark. Haakon avbildas aningen framåtlutad, som en galjonsfigur, något som överensstämmer med den roll han spelade under andra världskriget. Statyn är ingen pompös kungahyllning, utan ger ett milt humoristiskt uttryck.
I tävlingen som föregick uppdraget deltog flera äldre skulptörer. Att Aas tilldelades uppdraget framhålls som starten för en generationsväxling inom norsk skulptur.
Framför teaterbyggnaden Den nationale scene i Bergen står Nils Aas skulptur i huggen granit föreställande Henrik Ibsen; den invigdes 1981.
Aas gjorde byster efter en rad personligheter: fackföreningspionjären Martin Tranmæl, författarna Johan Borgen, Johan Falkberget, Kristofer Uppdal. Aas har även gjort en staty efter Charlie Chaplin; denna återfinns vid Oslobiografen Colosseum kino. Aas har även avbildat framstående norska idrottsutövare. Vid Bislett stadion står statyer av långdistanslöparen Grete Waitz och hastighetsåkaren på skridsko Hjalmar ”Hjallis” Andersen medan en staty efter längdskidåkaren Johan Grøttumsbråten återfinns på Frognerseteren.

## Priser och utmärkelser
- 1972 Oslo bys kulturpris
- 1984 Norska Statens hederslön
- 1990 Anders Jahres kulturpris
- 1990 Riddare av St. Olavs Orden
- 2001 Per Palle Storms hederspis